# 三菱ふそう・FKシリーズ

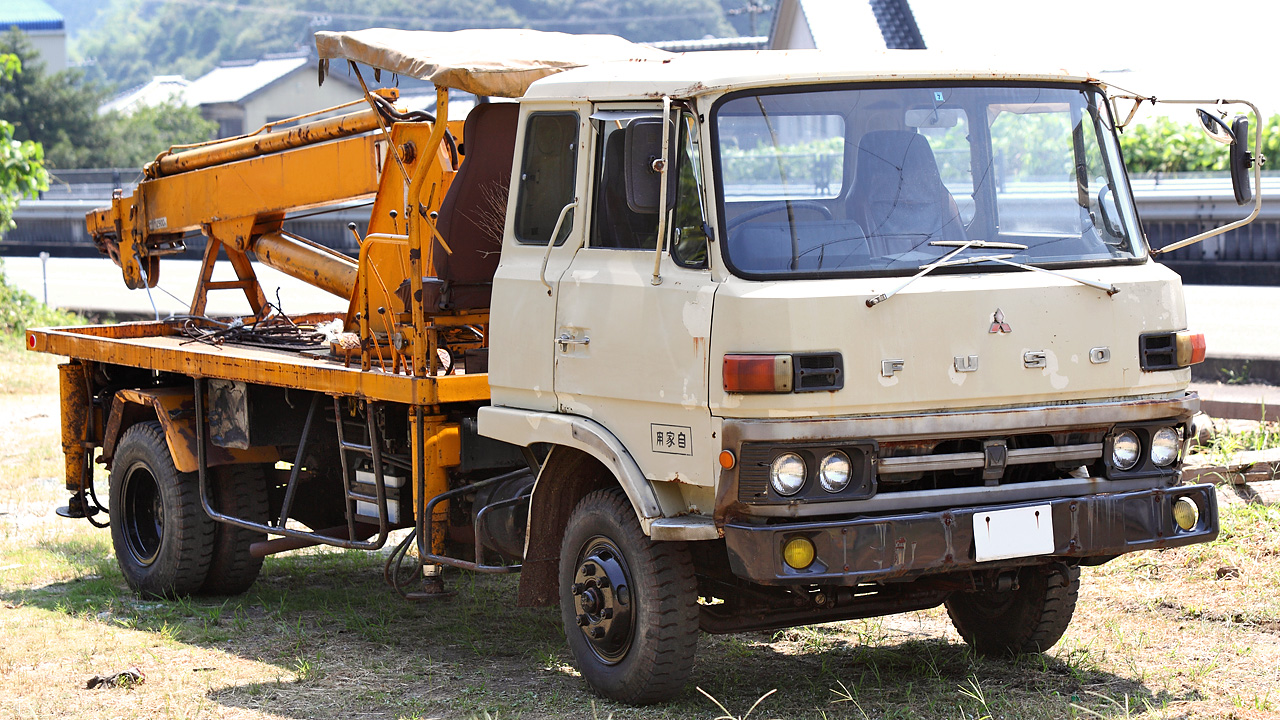
FK

三菱ふそう・FKシリーズは、1976年から1984年(ベッドレス車は1986年)まで三菱自動車工業（現:三菱ふそうトラック・バス）が製造していた中型トラックである。

## 概要
大型車Fシリーズと基本骨格が共通しており、Fシリーズの中型版とも言える。それまで型式の数字で車系が異なっていたTシリーズに代わって基本的な車系がアルファベットのみで表記されるようになった。後継車のファイターにも車系が引き継がれている。

## 歴史
- 1976年7月 Tシリーズ中型車の後継として登場。エンジンは直列6気筒直接噴射式の6D14と予熱焼室式の6D10、6DS7を搭載。
- 1977年7月 フロントグリル中央にM字のエンブレムを追加。
- 1979年11月 マイナーチェンジ。昭和54年排出ガス規制適合。大型車のFシリーズと同様、通称「ブラックマスク」と呼ばれる黒一色のフロントグリルに変更。エンジンは直列6気筒直接噴射式の6D14、6D15と予熱焼室式の6DS7を搭載。
- 1982年9月 6D14型ターボエンジン車追加。
- 1984年2月 ベッド付き車がフルモデルチェンジ。2代目のFKシリーズはファイターと命名された。ベッドレス車のFHは生産継続。
- 1986年2月 ベッドレス車のFHがファイターミニヨンにフルモデルチェンジ。

## ラインナップ
- FK
- FM（高床仕様、7～8t積）
- FH（ベッドレス車）